# Walter Brandin
Walter Brandin (Pseudonym Thomas Traut, * 5. Oktober 1920 in Cottbus; † 24. Juli 1995) war ein deutscher Liedtexter, Drehbuchautor und Übersetzer.

## Leben und Werk
Walter Brandin betätigte sich nach einem privaten Klavier- und Orgelstudium und einem in Breslau begonnenem Musikstudium im Militärdienst als Musiker und Chorleiter. In russischer Kriegsgefangenschaft (1945–1949) war er als Orchesterleiter, Komponist und Verfasser von Texten tätig.
Er verfasste oder übersetzte zahlreiche Liedertexte für Zarah Leander, Helen Vita, Udo Jürgens, Adamo, Charles Aznavour, Gilbert Bécaud, Françoise Hardy, Karel Gott, Katja Ebstein, René Kollo, Su Kramer und viele andere.
Er übertrug das berühmte Chanson „Göttingen“ der französischen Sängerin Barbara ins Deutsche.
Margot Hielscher sang 1958 beim Eurovision Song Contest das von ihm getextete Lied Für zwei Groschen Musik.
Brandin schuf die deutsche Fassung der Musicals Hair und Where’s Charley (Charleys Tante) und schrieb Drehbücher.
1982 war er Gründungsmitglied des Popkurs Hamburg – damals noch Modellversuch Popularmusik.

## Erfolgstitel mit Texten von Walter Brandin (Auswahl)
- Das alte Försterhaus[3] (Friedel Hensch und die Cyprys 1954)
- Es wird Nacht, Senorita (Udo Jürgens 1968)
- Inch Allah (Katja Ebstein 1969)
- Anuschka (Udo Jürgens 1969)
- Wer ist er? (Udo Jürgens 1970)
- Bis morgen auf dem Mond mit dir (Adamo 1970)
- Die alte Dame, der Sänger und die Spatzen (Adamo 1972)